# Carola Määttä
Ulla Anna Carola Ahlström Määttä, född Määttä 2 oktober 1961 i Skellefteå, är en svensk medieprofil, företagsledare och styrelseproffs. Sedan 2017 är hon anställd vid Polismyndigheten.
Carola Määttä började sin karriär på reklambyråerna Edholm & Felbom och Jack Wahl Advertising Agency. År 1999 blev hon VD för reklambyrån Hallstedt & Hvid där hon stannade till 2002. Mellan åren 2002 och 2005 var Määttä VD för reklambyrån Tank/Y&R, och år 2005 blev hon VD för  reklam- och kommunikationsbyrån Ogilvy group sweden. Under Määttäs tid som VD för Ogilvy group sweden vann byrån Cannes Lions, Guldägget, 100 W, Euro Best, Guldnyckeln, Clio Awards och Gyllende Hjulet.
År 2010 blev Määttä kommunikationsdirektör för bemanningsbolaget Proffice och 2014–2017 var hon kommunikationsdirektör på Försäkringskassan. År 2017 blev hon kommunikationsdirektör på Polismyndigheten. Carola Määttä har även suttit i styrelsen för bland annat Svenska Hockeyligan, Svenska möten, Sveriges kommunikationsbyråer, New Nordic, Proffice Mediekompetens, North Kingdom och Springtime-Intellecta.
Under 2000-talet har Määttä utsetts till en av Sveriges mäktigaste näringslivschefer vid flera tillfällen År 2001 utsågs hon till Sveriges mäktigaste kvinna inom reklamvärlden och 2006 till Sveriges 49:e sexigaste makthavare av tidningen Attention. År 2016 utsågs Määttä till en av decenniets bästa kommunikatörer i Sverige av tidningen Resumé.
Carola Määttä är gift och har tre barn. Hon är dotter till ishockeyspelaren Eilert ”Garvis” Määttä.